# Lourdes (película)
Lourdes es una película de 2009 dirigida por Jessica Hausner. Recibió el premio a mejor película en el Festival Internacional de Cine de Viena, y tuvo su estreno en España en el 2010. Además, recibió la Giraldilla de oro a mejor película en el Sevilla Festival de Cine Europeo.

## Sinopsis
Christine es una joven con esclerosis que lleva toda su vida en una silla de ruedas. Para salir de su aislamiento, decide viajar al santuario de Lourdes, en Francia, buscando consuelo, un milagro o una manera de distraerse. Es ahí donde conoce a Maria, una cuidadora voluntaria, y a Kuno, miembro de la Orden de Malta.

## Reparto
- Léa Seydoux como Maria.
- Sylvie Testud como Christine
- Bruno Todeschini como Kuno.
- Aurelia Burckhardt como Nonne.
- Martin Habacher como Pilgrim.
- Gerith Holzinger como Malteserin.
- Hubert Kramar como Padre Olivetti.
- Gerhard Liebmann como Padre Nigl.
- Elina Löwensohn como Cécile.
- Petra Morzé como Madre.
- Martin Thomas Pesl como Frank.
- Linde Prelog como Señora Huber.
- Orsolya Tóth como Niño en silla de ruedas.
- Thomas Uhlir como Max.
- Irma Wagner como Pilgerin.
- Jackie Wulf como Pilger.